# 华北驼绒藜
华北驼绒藜（学名：Ceratocarpus arborescens）是苋科角果藜属的植物，为中国的特有植物。分布于中国大陆的甘肃、四川、河北、内蒙古、山西、吉林、辽宁、陕西等地，生长于海拔2,500米至3,600米的地区，多生在荒地、固定沙丘、沙地以及山坡上，目前尚未由人工引种栽培。

## 别名
驼绒蒿

## 异名
- Ceratoides arborescens (Losinsk.) Tsien et C. G. Ma